# Mitsui
Mitsui Group (三井グループ Mitsui Gurūpu) er et af Japans største virksomhedskonglomerater (keiretsu) og en af de største i verden.

## Historie
Mitsui er grundlagt af Mitsui Takatoshi (1622-1694), som var den fjerde søn af en butiksindehaver i Matsusaka, der i dag kendes som Mie-præfekturet. Fra sin butik der blev kaldt Echigoya (越後屋) solgte Mitsui Takatoshis far oprindeligt miso og drev en pantelånerforretning. Senere åbnede familien endnu en butik i byen Edo (I dag kaldet Tokyo).
Takatoshi flyttede til Edo, da han var 14 år gammel og senere fulgte hans ældre bror med. Takatoshi blev sendt tilbage til Matsutaka af sin bror, hvor Takatoshi ventede 24 år til sin bror døde og han kunne overtage familieforretningen Echigoya. Han åbnede en ny afdeling i 1673; en stor gofukuya (kimonobutik) i Nihonbashi-distriktet i det centrale Edo. Denne tilblivelse af Mitsuis virksomhedshistorie begyndte i Enpō-æren, som var en nengō, der betyder en længere periode med økonomisk vækst.
Over tid blev gofukuya fraspaltet Mitsui og kaldes i dag for Mitsukoshi. Traditionelt tilbød gofukuyas produkter på bestilling. Typisk blev butikken besøgt, en ordreraftale indgået og gennemført. Dette blev ændret af Mitsui, således at produkterne blev fremstillet først og solgt direkte fra butikken mod kontant betaling. Det var en uvant måde at drive virksomhed på i datidens Japan.
Senere begyndte man at handle med det offentlige bl.a. Edos bystyre. Der blev også indgået en aftale med Osaka, således at der kunne flyttes penge mellem Edo og Osaka. Mitsuis "vekselerforretninger" stod for overførslerne og risikoen derved.
Efter Meiji-restaurationen blev Mitsui et af de foretagende der kunne udvide og blive til et zaibatsu, ikke kun fordi de allerede var store og rige ved begyndelsen af industrialiseringen. Virksomheder som Mitsui og Sumitomo var ledet af ikke familiære ledere så som Minomura Rizaemon, som guidede virksomhederne til præcise prognoser for kommende politiske og økonomiske vilkår gennem forbindelser til højt rangerede embedsmænd, politikere og investeringer.
Mitsuis kerneforretning har i begyndelsen af Meiji-perioden draperier, finans og handel. Virksomheden gik ind i mineindustrien fordi den havde modtaget en mine som garanti for et lån og delvist fordi den kunne købe en mine billigt af regeringstyret, Mitsui spredte sig således til at blive den største virksomhed i datidens Japan. Spredningen af koncernens aktiviteter foregik primært i beslægtede brancher, således at der kunne drages fordel af eksisterende færdigheder. For eksempel gik handelsselskabet ind på kemikaliemarkedet.
1. juli 1876 stiftes Mitsui Bank, Japans første private bank, af Takashi Masuda (1848–1938) som bankdirektør. Mitsui Bank, som i 1980'erne blev sammenlagt med Taiyō-Kobe Bank og i midten af 1980'erne blev en del af Sakura Bank, eksisterer i dag som en del af Sumitomo Mitsui Banking Corporation.
Efter 2. verdenskrig og Zaibatsuernes ophævelse sakkede Mitsui bagud i forhold til rivalerne Mitsubishi og Sumitomo. Mitsui Bank, som skulle have været rygsøjlen i koncernen, aftog i størrelse pga. kollapset af Imperial Bank of Japan, hvilket resulterede i reduceret sammenhængskraft i konglomeratet. Mange virksomheder som tidligere var en del af Mitsui blev uafhængige eller forbundet til andre konglomerater. Specifikt Toshiba, Toyota og Suntory, som tidligere var en del af Mitsui, blev uafhængige og Toyota udviklede sig til sit eget konglomerat. Ishikawajima-Harima Heavy Industries udgør i dag en del af Mizuho og flere selskaber i Sumitomo Mitsui Financial Group er i dag tættere forbundet til Sumitomo end til Mitsui. På det seneste har der været tegn på at Mitsubishi UFJ Financial Group og Mitsubishi kunne overtage dele af Sumitomo Mitsui Financial Group. Mitsukoshi blev fusioneret med Isetan, et stort stormagasin med tætte bånd til Bank of Tokyo-Mitsubishi UFJ, og blev til Isetan Mitsukoshi Holdings i april 2008.

## Konglomerat-struktur
Nuværende virksomheder i Mitsui-familien inkluderer Mitsui & Co., Sumitomo Mitsui Trust Holdings, Japan Steel Works, Mitsui Chemicals, Mitsui Construction Co., Mitsui Engineering and Shipbuilding, Mitsui Fudosan, Mitsui-gold, Mitsui Mining & Smelting Co., Mitsui Oil Exploration Co. (MOECO), Mitsui O.S.K. Lines, Mitsui Petrochemical Industries, Mitsui-Soko, Mitsui Sumitomo Insurance Group, Oji Paper Company, Pacific Coast Recycling, Sumitomo Mitsui Banking Corporation, Taiheiyo Cement, Toray Industries, Tri-net Logistics Management, Mitsui Commodity Risk Management [MCRM].
Mitsui har også betydelige aktiver i Vale og Caemi Mineração e Metalurgia, som ejer 70 % af Minerações Brasileiras Reunidas (MBR).
Mitsui Engineering and Shipbuilding Co. ejer lige over 50 % af aktierne i MODEC Inc.
MOEX USA Corporation, den amerikanske del af MOECO, ejer 10 % af Macondo oil and gas prospect i den Mexicanske Golf.

### Mitsui-virksomheder iNikkei 225-aktieindekset
- Mitsui & Co.
- Mitsui Chemicals
- Mitsui Fudosan
- Mitsui Mining & Smelting Co.
- Mitsui O.S.K. Lines
- Sumitomo Mitsui Financial Group
- Sumitomo Mitsui Trust Holdings
- Toray Industries
- Japan Steel Works

## Virksomheder med tætte bånd til Mitsui
- Sony
- Ito-Yokado
- Sagami Railway
- Tokyo Broadcasting System
- Kanebo
- Oriental Land
- Toshiba

### Engelsk
- Mitsui Website

### Japansk
- 三井広報委員会
- 三井業際研究所
- 綱町三井倶楽部